# Oxitocina (medicación)
La oxitocina, que se vende bajo varias marcas entre otras Pitocin, es un medicamento que se obtiene del péptido oxitocina. Como medicamento, se usa para producir contracciones uterinas para que comience el trabajo de parto, aumentar la velocidad del parto y para detener el sangrado después del parto.  Para este propósito, se administra mediante inyección en un músculo o en una vena.
El uso de oxitocina como medicamento puede provocar una contracción excesiva del útero que puede poner en riesgo la salud del bebé. Los efectos secundarios comunes en la madre incluyen náuseas y un ritmo cardíaco lento. Los efectos secundarios graves incluyen rotura del útero y con dosis excesivas, exceso hídrico. También pueden ocurrir reacciones alérgicas que incluyen anafilaxis.
La oxitocina fue descubierta en 1952. Está en la Lista de medicamentos esenciales de la Organización Mundial de la Salud, los medicamentos más efectivos y seguros que se necesitan en un sistema de salud. Para el año 2014, el costo mayorista en el mundo en desarrollo fue de US$0,10 a 0,56 por dosis.

## Usos médicos
- Inducción del parto: se utiliza una infusión intravenosa de oxitocina para inducir el parto y para apoyar el trabajo de parto en caso de un parto lento si la prueba de desafío con oxitocina falla. No está claro si una dosis alta es mejor que una dosis estándar para la inducción del parto. Ha reemplazado en gran medida a la ergometrina como el agente principal para aumentar el tono uterino en la hemorragia aguda posparto. La oxitocina también se usa en medicina veterinaria para facilitar el parto y para estimular la liberación de leche. El agente tocolítico atosiban (Tractocile) actúa como un antagonista de los receptores de oxitocina; este medicamento está registrado en muchos países para suprimir el parto prematuro entre las 24 y 33 semanas de gestación.  Tiene menos efectos secundarios que los medicamentos utilizados anteriormente para este propósito (ritodrina, salbutamol y terbutalina).[6]
- Ayuda para la lactancia materna: a veces se prescribe oxitocina para que las madres estimulen la producción de leche materna para ayudar a alimentar a su bebé.[7] Sin embargo, las mujeres que recibieron oxitocina intranasal diariamente antes de amamantar produjeron solo un poco más de leche después de dos días.[8]

## Contraindicaciones
La inyección de oxitocina (sintética) está contraindicada en cualquiera de estas condiciones:
- Desproporción cefalopélvica sustancial
- Posición o presentación fetal desfavorable (por ejemplo, presentación transversal) que no se pueden modificar antes del parto
- Emergencias obstétricas en las que la relación riesgo/beneficio materno o fetal favorece la cirugía
- Sufrimiento cuando el parto no es inminente
- Prolapso del cordón umbilical
- Actividad uterina que no progresa adecuadamente
- Útero hiperactivo o hipertónico
- Cuando el parto vaginal está contraindicado (por ejemplo, carcinoma cervical invasivo, infección por herpes genital activo, placenta previa total, vasa previa, presentación del cordón o prolapso)
- Cicatrices uterinas o cervicales por cesárea anterior o cirugía mayor cervical o uterina (por ejemplo, transfundal)
- Cabeza fetal no comprometida
- Historial de hipersensibilidad a la oxitocina o cualquier ingrediente en la formulación

## Efectos secundarios
La oxitocina es relativamente segura cuando se usa en las dosis recomendadas, y los efectos secundarios son poco frecuentes. Estos eventos maternos han sido reportados:
- Hemorragia subaracnoidea
- Aumento de la presión arterial
- Arritmia cardíaca que incluye aumento o disminución de la frecuencia cardíaca y contracción ventricular prematura
- Deterioro del flujo sanguíneo uterino
- Hematoma pélvico
- Afibrinogenemia
- Anafilaxia[1]
- Náuseas y vómitos
- Aumento el flujo sanguíneo fetal

Se sabe que la dosificación excesiva o la administración por un lapso prolongado (durante un período de 24 horas o más) dan como resultado contracciones uterinas tetánicas, ruptura uterina, hemorragia posparto y exceso hídrico, algunas veces fatal. 
Durante el embarazo, el aumento de la motilidad uterina ha conducido a una disminución de la frecuencia cardíaca, arritmia cardíaca, convulsiones, daño cerebral y muerte en el feto o el recién nacido.
Ciertas funciones de aprendizaje y memoria se ven afectadas por la oxitocina administrada centralmente. Además, la administración sistémica de oxitocina puede afectar la recuperación de la memoria en ciertas tareas de memoria aversiva. Sin embargo, la oxitocina parece facilitar el aprendizaje y la memoria específicamente para la información social. Los varones sanos a los que se les administró oxitocina intranasal muestran una mejora en la memoria para los rostros humanos, en particular los rostros felices.

## Farmacocinética

### Vías de administración

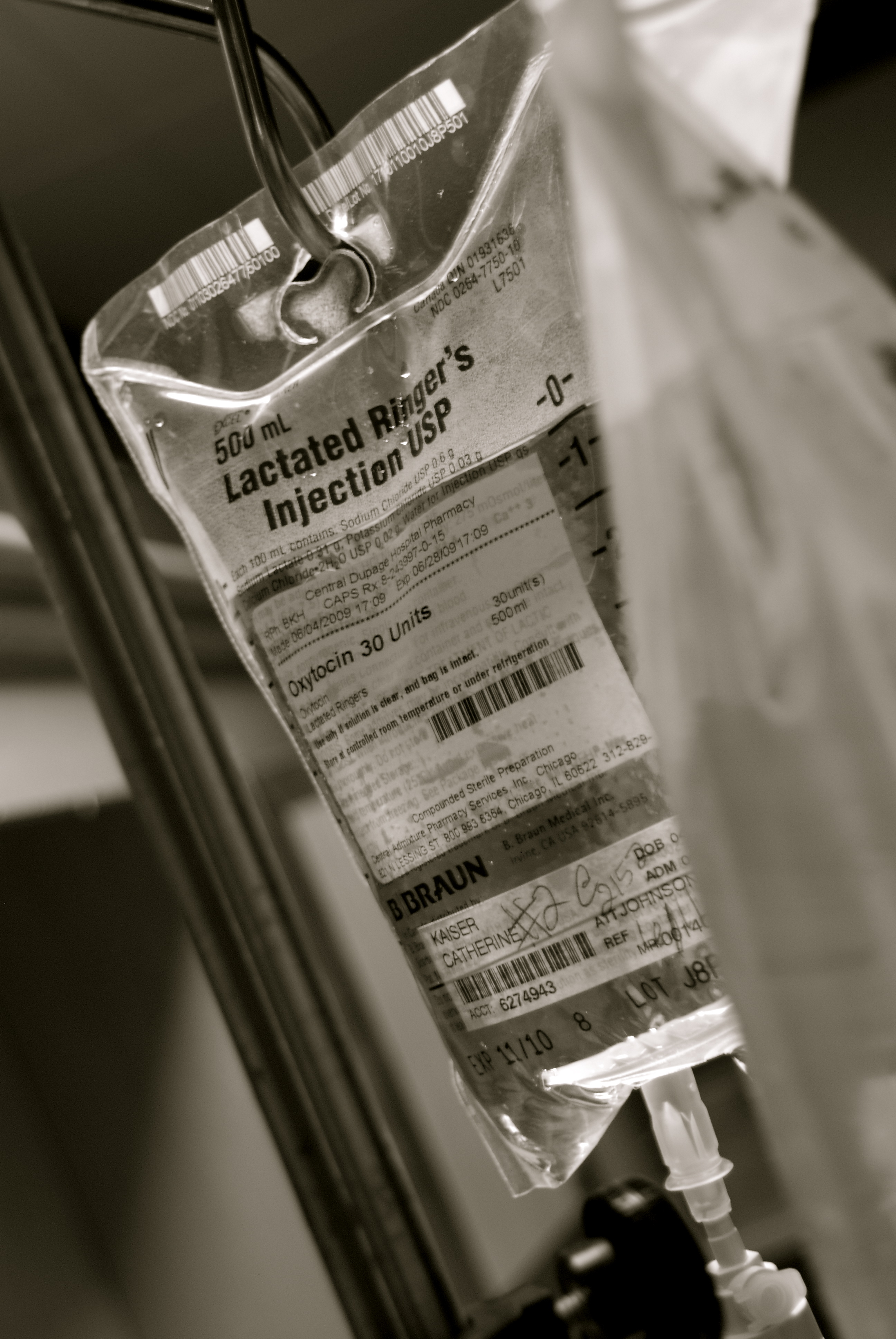
Una bolsa de oxitocina para infusión intravenosa

Una UI de oxitocina es el equivalente a aproximadamente 2 μg o mcg de péptido puro. 
- Inyección: Las dosis clínicas de oxitocina se administran mediante inyección en un músculo o en una vena para provocar la contracción del útero.[1] Parece que cantidades muy pequeñas (<1%) ingresan al sistema nervioso central en humanos cuando se administran de forma periférica.[15] El compuesto tiene una vida media típica de aproximadamente 3 minutos en la sangre cuando se administra por vía intravenosa.
- Bucal: la oxitocina se administró en tabletas bucales, pero esto ya no es una práctica común.[16]
- Debajo de la lengua: la oxitocina se absorbe mal sublingualmente.[17]
- Administración nasal: la oxitocina se distribuye de manera efectiva al cerebro cuando se administra por vía intranasal a través de un aerosol nasal, después de lo cual atraviesa de manera confiable la barrera hematoencefálica y muestra efectos psicoactivos en los seres humanos.[18][19] No hay registros de efectos adversos graves con la aplicación a corto plazo de oxitocina con 18 ~ 40 UI (36-80 mcg).[20] La oxitocina intranasal tiene una duración central de a lo menos 2,25 horas y hasta 4 horas
- Oral: la oxitocina se destruye en el tracto gastrointestinal, por lo que no es activa por vía oral.

## Historia
Sus propiedades de contracción uterina fueron descubiertas por el farmacólogo británico sir Henry Hallett Dale en 1906. Y su propiedad de expulsión de leche fue descrita por Ott y Scott en 1910 y por Schafer y Mackenzie en 1911.
La oxitocina se convirtió en la primera hormona polipeptídica secuenciada o sintetizada. Du Vigneaud fue galardonado con el Premio Nobel en 1955 por su trabajo.

### Etimología
La palabra "oxitocina" fue acuñada del griego "ξύς," oxyy , y τ"όκος," tokos  que significa "nacimiento rápido").

## Sociedad y cultura

### Falsificaciones
La oxitocina se comercializa como una feromona. La oxitocina en forma de aerosol se vende bajo las marcas Attrakt y Connekt.  No se absorbe en la piel cuando se usa tópicamente, pero puede inhalarse de manera similar al perfume aplicado a la piel. Los aerosoles de oxitocina para la insuflación también se venden, pero a menudo con poca o ninguna oxitocina.[cita requerida]
En los países africanos, se encontró que algunos productos de oxitocina eran medicamentos falsificados.

## Investigación
La propiedad de la oxitocina que induce a la confianza podría ayudar a las personas con ansiedad social y depresión, ansiedad, miedo y disfunciones sociales, como el trastorno de ansiedad generalizada, el trastorno de estrés postraumático y el trastorno de ansiedad social, así como el autismo y la esquizofrenia, entre otros. Sin embargo, en un metaanálisis, solo en el trastorno del espectro autista mostró un efecto combinado significativo.
Las personas que usan oxitocina muestran un mejor reconocimiento de señales sociales positivas sobre señales sociales amenazadoras y un mejor reconocimiento del miedo. Sin embargo, la oxitocina también tiene el potencial de ser abusada para realizar estafas.
- Autismo: la oxitocina puede desempeñar un papel en el autismo y puede ser un tratamiento eficaz para las conductas repetitivas y afiliativas del autismo.[38]
- Asesoramiento en relaciones: se ha sugerido el uso de oxitocina en el asesoramiento de relaciones para generar bienestar.[39]